# Lightwater
Lightwater est une localité anglaise du Surrey située au sud-ouest du centre de Londres.